# グランディ・スタツィオーニ
グランディ・スタツィオーニ (Grandi Stazioni S.p.A.) は、フェッロヴィーエ・デッロ・スタート・グループの会社で、イタリアの13の主要な鉄道駅の商業的な運営と再格上げのために1998年ローマに誕生した。
現在の社長はマウリーツィオ・プラート (Maurizio Prato) 、最高経営責任者はエンリコ・アリオッティ (Enrico Aliotti) となっている。
ローマ・テルミニ駅はグランディ・スタツィオーニの実験的プロジェクトとなった。

## 駅
管理される駅は以下の通り:
- ヴェネツィア・サンタ・ルチーア駅
- ヴェネツィア・メストレ駅
- ヴェローナ・ポルタ・ヌオーヴァ駅
- ジェノヴァ・ピアッツァ・プリンチペ駅
- ジェノヴァ・ブリーニョレ駅
- トリノ・ポルタ・ヌオーヴァ駅
- ナポリ中央駅
- バーリ中央駅
- パレルモ中央駅
- フィレンツェ・サンタ・マリーア・ノヴェッラ駅
- ボローニャ中央駅
- ミラノ中央駅
- ローマ・テルミニ駅

さらにTAVのアフラゴーラ駅とフィレンツェ・ベルフィオーレ駅が追加準備中である。
国外では、2003年12月にチェコ共和国に公認された業務としてプラハ本駅、カルロヴィ・ヴァリ駅、マリアーンスケー・ラーズニェ駅といった重要な鉄道駅の運営をまかされている。 

## 株主
グランディ・スタツィオーニ SpA の株主はフェッロヴィーエ・デッロ・スタートが 60%、エウロスタツィオーニが40%である。
エウロスタツィオーニ S.p.A. の株主:
- 32.71% エディツィオーネ・ホールディング S.p.A. (ベネトン・グループ)
- 32.71% ヴィアニーニ・ラヴォーリ S.p.A. (カルタジローネ・グループ)
- 32.71% ピレッリ & C. S.p.A. (ピレッリ・グループ)
- 01.87% SNCF Partecipations S.A. (フランス国鉄)